# The Shot Calla
The Shot Calla — дебютний студійний альбом американського репера D-Shot, виданий лейблами Sick Wid It Records і Jive Records 7 червня 1994 р. Платівка посіла 52-гу сходинку чарту Top R&B/Hip-Hop Albums та 32-те місце чарту Top Heatseekers. Сингл «Call Me on the Under» не потрапив до хіт-парадів. На пісню існує відеокліп.

## Список пісень
1. «Punk Ass Nigga» (з участю E-40 та Mac Shawn) — 4:26
2. «Crooked Cops» (з участю E-40 та B-Legit) — 5:18
3. «Wheels» (з участю E-40 та Mugzi) — 3:35
4. «The Shot Loves to Fuck» — 4:23
5. «When the Money Was Flowin'» (з участю B-Legit) — 4:16
6. «Cops Revisited» — 1:23
7. «Call Me on the Under» (з участю E-40) — 4:50
8. «You Ain't Shit» (з участю Suga-T) — 4:21
9. «Fuck a Ho» (з участю B-Legit) — 4:51
10. «Porno Star II» — 3:33
11. «Typical Night» — 3:42
12. «Player's Break» — 4:03

## Чартові позиції
| Рік  | Чарт                      | Найвища позиція |
| ---- | ------------------------- | --------------- |
| 1994 | US Top Heatseekers        | 32              |
| 1994 | US Top R&B/Hip-Hop Albums | 52              |